# Hippocrate
Hippocrate je francouzský dramatický film z roku 2014, který režíroval Thomas Lilti. Snímek měl světovou premiéru na filmovém festivalu v Cannes dne 22. května 2014.

## Děj
Benjamin Barois začíná svou lékařskou stáž na oddělení vedené jeho otcem, profesorem Baroisem. Seznamuje se zde Abdelem Rezzakem, alžírským lékařem, který je zde také jako stážista. Tvrdá realita nemocniční práce však zchladí jeho nadšení.
Během noční pohotovosti má Benjamin pacienta, bezdomovce Lemoina, který si stěžuje na bolest břicha. Benjamin mu předepíše léky proti bolesti. Nemůže mu však udělat EKG, protože přístroj je rozbitý. Druhý den se dvovídá, že Lemoine zemřel.
Jeho nadřízení - počínaje vlastním otcem - mu nařídí, aby řekl, že EKG bylo provedeno a výsledek byl normální. Muž zemřel jednoduše proto, že jeho tělo bylo opotřebované.
Další pacient na sklonku života je předmětem nevhodné terapeutické léčby, kvůli nedostatku míst v paliativní péči. Naštvaný Benjamin hledá pomoc u Abdela, který ho sám nechá přeložit na resuscitační oddělení. Abdelovi to vynese důtku od vedení nemocnice a vážně ohrozí zbytek jeho kariéry.
Znechucený Benjamin se jde opít a vrací se do nemocnice, kde vyvolá skandál. Při odchodu ho srazí auto.
Operovaný Benjamin se úspěšně zotavuje, zatímco jeho nehoda vyvolá vzpouru mezi zdravotnickým personálem, který si stěžuje na nedostatek prostředků vinou byrokratického managementu, který upřednostňuje výhradně finanční hledisko. Požaduje a dosáhne zrušení důtky udělené Abdelovi.

## Obsazení
| Vincent Lacoste      | Benjamin Barois                  |
| Reda Kateb           | Abdel Rezzak                     |
| Jacques Gamblin      | profesor Barois, Benjaminův otec |
| Marianne Denicourt   | doktor Denormandy                |
| Félix Moati          | Stéphane                         |
| Carole Franck        | Myriam                           |
| Philippe Rebbot      | Guy                              |
| Fanny Sidney         | Estelle                          |
| Tiphaine Daviot      | Jeanne                           |
| Johann Dionnet       | Yohann                           |
| Jeanne Cellard       | paní Richardová                  |
| Isalinde Giovangigli | dcera paní Richardové            |
| Thierry Gary         | syn paní Richardové              |
| Erwan Laurent        | Manu                             |
| Christophe Odent     | profesor Truelle                 |
| Christiane Oui-Oui   | uklízečka                        |

## Ocenění
- Festival frankofonních filmů v Angoulême: Valois d'or (Thomas Lilti)
- César: nejlepší herec ve vedlejší roli (Reda Kateb); nominace v kategoriích nejlepší film, nejlepší režie (Thomas Lilti), nejlepší herec (Vincent Lacoste, nejlepší herečka ve vedlejší roli (Marianne Denicourt, nejlepší původní scénář (Thomas Lilti, Baya Kasmi, Pierre Chosson a Julien Lilti), nejlepší střih (Christel Dewynter)
- Mezinárodní filmový festival v Gijónu: nominace na nejlepší film
- Křišťálový glóbus: nominace v kategoriích nejlepší film, nejlepší herec (Reda Kateb)
- Lumières: nominace na nejlepší scénář (Thomas Lilti, Baya Kasmi, Pierre Chosson a Julien Lilti)